# Gấu nâu Cantabrian
Gấu nâu Cantabrian dùng để chỉ một quần thể gấu nâu Á-Âu (Ursus arctos arctos) sống ở vùng núi Cantabrian của Tây Ban Nha. Con cái nặng trung bình 85 kg nhưng có thể đạt trọng lượng 150 kg. Con đực trung bình 115 kg mặc dù có thể nặng tới 200 kg. Gấu giống này có chiều dài từ 1,6 - 2m và giữa 0,9 -1m ở độ cao ngang vai. Ở Tây Ban Nha, nó được gọi là Oso pardo cantábrico và theo tiếng địa phương hơn là Asturias là Osu. Nó rụt rè và sẽ tránh tiếp xúc với con người bất cứ khi nào có thể. Gấu nâu Cantabrian có thể sống trong khoảng 25 đến 30 năm trong tự nhiên.

## Phân bố
Đã từng phân bố rộng khắp trên hầu hết bán đảo Iberia, kể từ nửa đầu thế kỷ 20, gấu nâu Cantabrian đã bị giảm xuống thành hai quần thể bị cô lập ở vùng núi Cantabrian của miền Bắc Tây Ban Nha, chủ yếu là do sự đàn áp đến từ yếu tố con người (săn bắn trực tiếp) và do mất môi trường sống do sự phát triển nông nghiệp và xây dựng. Hai quần thể này chiếm tổng lãnh thổ từ 5.000 - 7.000 km2 bao gồm các tỉnh, ở phía Tây là Asturias, León và Lugo (Galicia) và ở phía đông, Palencia, León, Cantabria và Asturias. Số liệu số lượng từ năm 2007 đã cho khoảng 100-110 con gấu ở vùng phía tây và từ 20-30 ở phía đông, một tình huống khiến dân số nhỏ hơn có nguy cơ từ việc sinh sản. Hai quần thể cách nhau khoảng 30 đến 40 km, nơi chia cắt được hiểu là hậu quả của sự phát triển cơ sở hạ tầng truyền thông và áp lực của con người. Tuy nhiên, vào năm 2008, bằng chứng di truyền đã được lấy từ Công viên tự nhiên Redes cho thấy sự giao thoa gần đây giữa hai quần thể.

## Trạng thái bảo tồn
Gấu nâu Cantabrian được xếp vào Danh sách đỏ các loài có nguy cơ tuyệt chủng của Tây Ban Nha, thuộc nhóm các loài có nguy cơ tuyệt chủng. Ở châu Âu, nó được liệt kê trong Đánh giá động vật có vú ở châu Âu rất nguy cấp. Ở cấp độ quốc tế, nó được liệt kê trong Danh sách đỏ các loài bị đe dọa của IUCN ở trạng thái loài ít quan tâm do sự tồn tại của quần thể gấu nâu tương đối khỏe mạnh ở những nơi khác. Ở Tây Ban Nha, có khoản tiền phạt tối đa 300.000 euro vì đã giết một con gấu sau lệnh cấm săn bắn loài này vào năm 1973.